# Скошево (Поморське воєводство)
Скошево (пол. Skoszewo) — село в Польщі, у гміні Бруси Хойницького повіту Поморського воєводства.
Населення — 53 особи (2011).
У 1975-1998 роках село належало до Бидгощського воєводства.

## Демографія
Демографічна структура станом на 31 березня 2011 року:
|          | Загалом | Допрацездатний вік | Працездатний вік | Постпрацездатний вік |
| -------- | ------- | ------------------ | ---------------- | -------------------- |
| Чоловіки | 29      | 4                  | 22               | 3                    |
| Жінки    | 24      | 3                  | 13               | 8                    |
| Разом    | 53      | 7                  | 35               | 11                   |